# Мементо
Парк Меме́нто (угор. Memento Park) — музей просто неба у Будапешті, призначений для статуй часів комуністичної Угорщини (1949–1989). Тут стоять статуї Леніна, Маркса, Енґельса та угорських комуністичних діячів таких як Бела Кун, Ендре Саґварі чи Арпад Сакашитс. Дизайнером парку виступив угорський архітектор Акош Елеед, що виграв конкурс від Будапештської генеральної асамблеї (Fővárosi Közgyűlés) 1991 року.

## Галерея

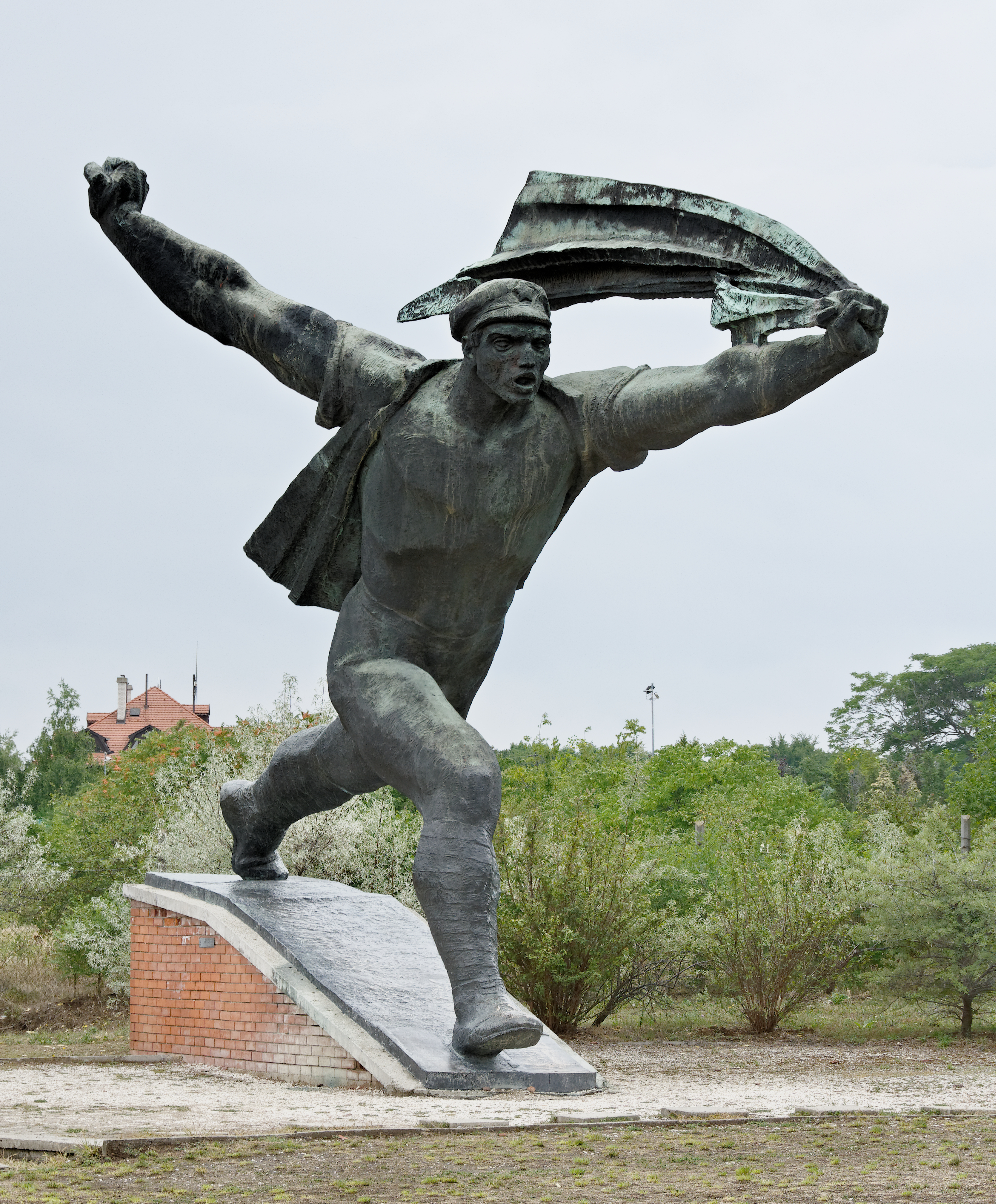
Пам'ятник, присвячений Угорській Радянській Республіці
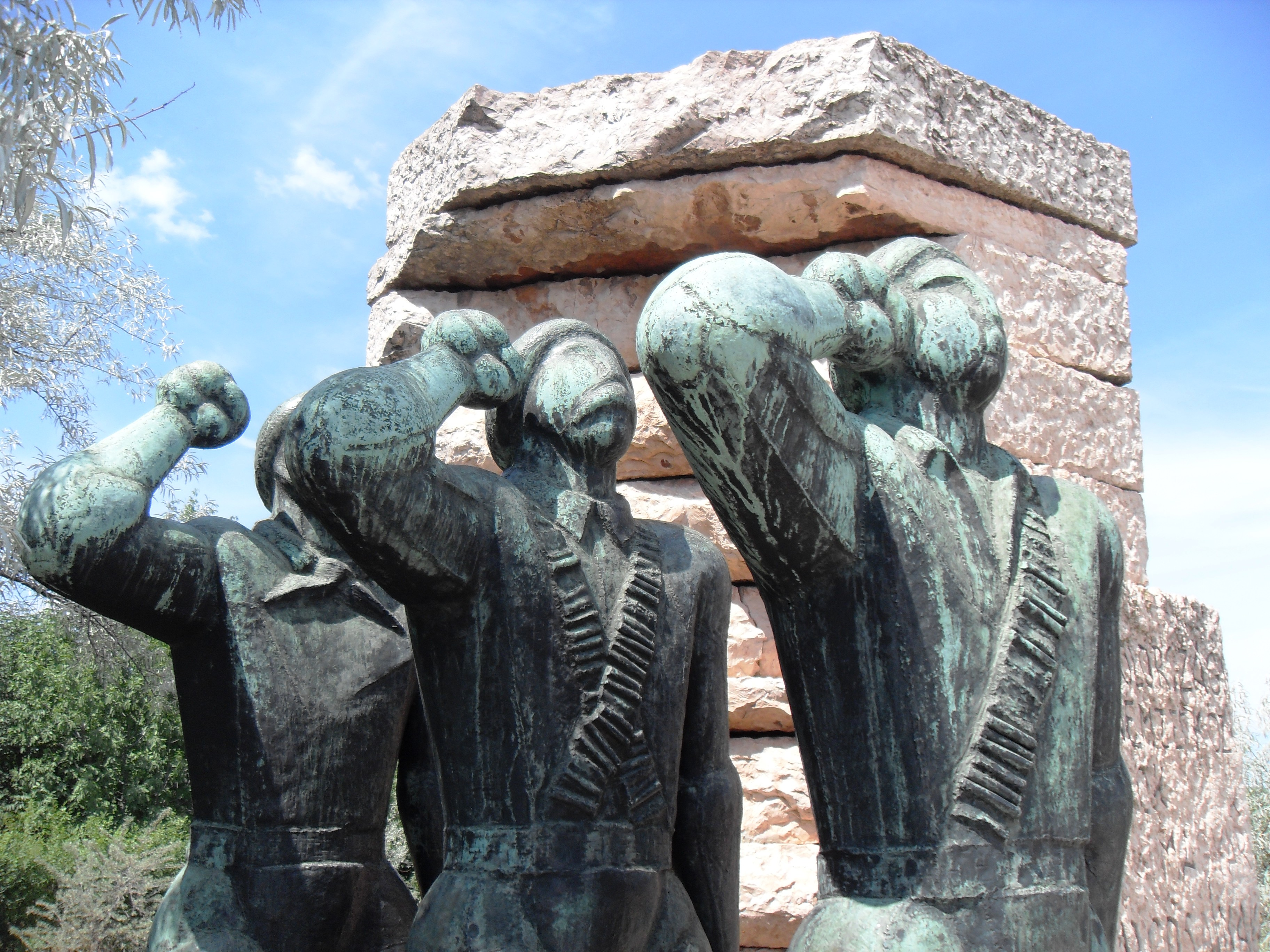
Меморіал угорцям, що брали участь в інтербригадах Іспанії 1936-1939 рр.
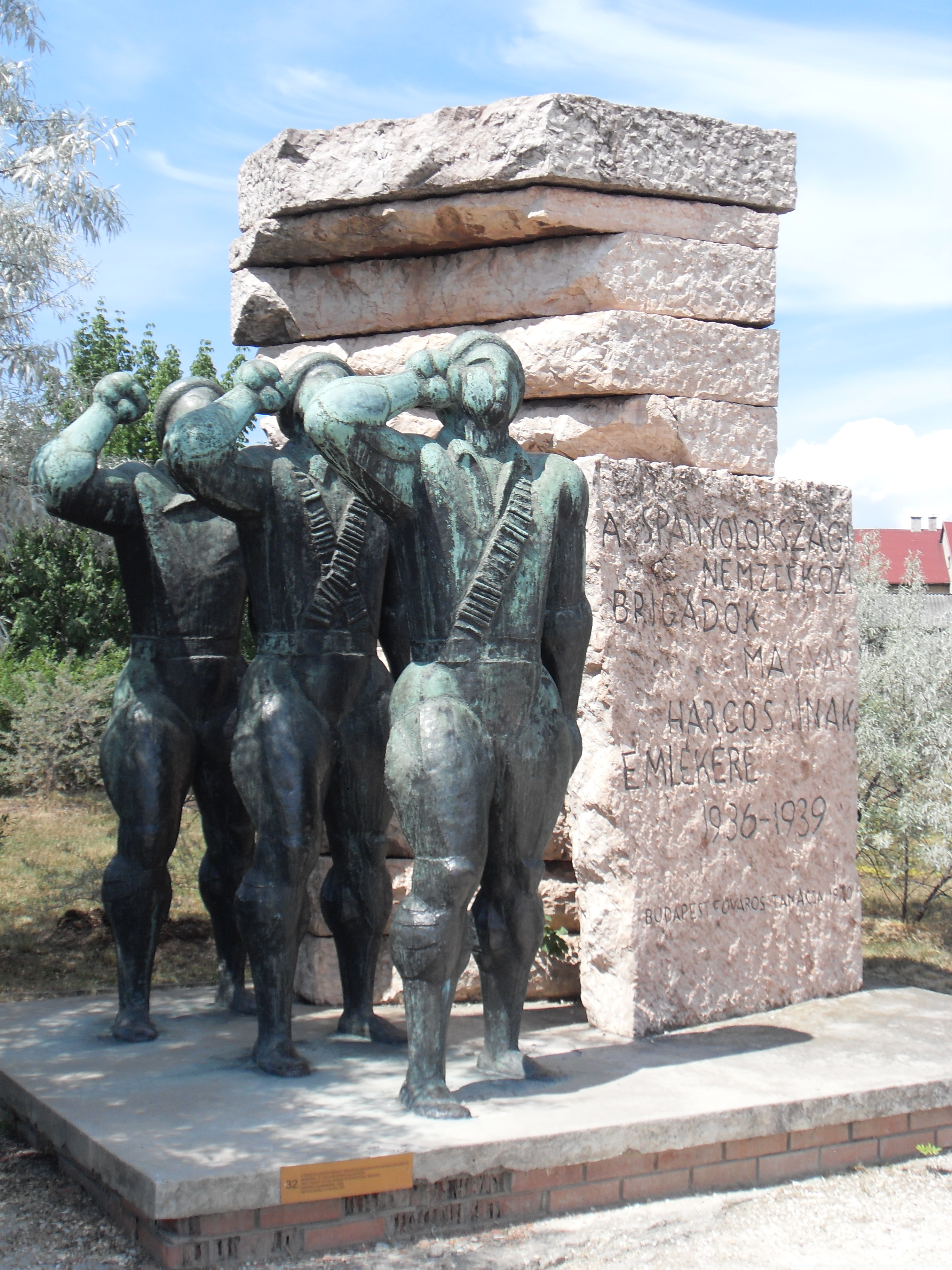
Мемориал венгерским бойцам интернациональных бригад  в Испании
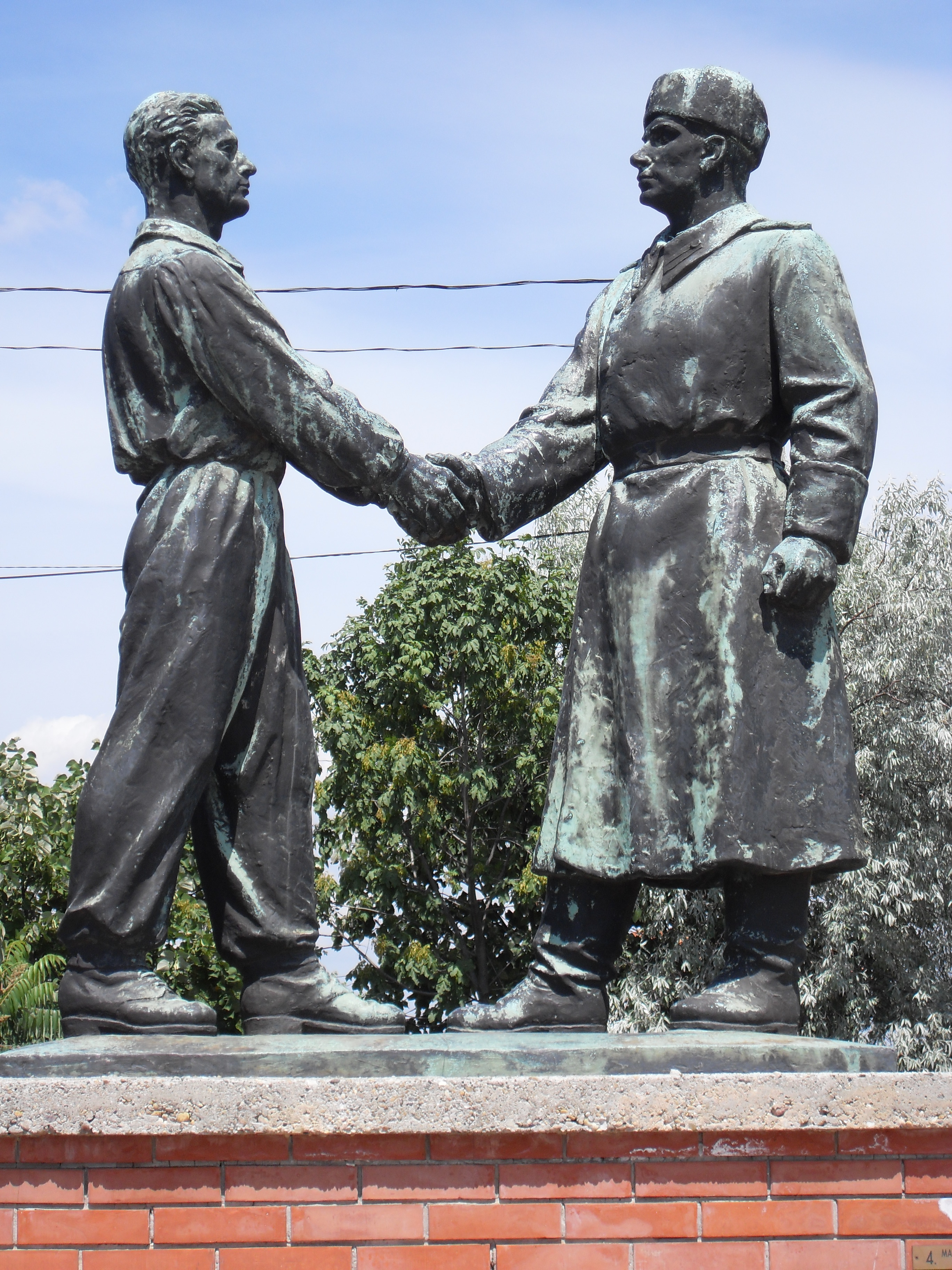
Рукостискання — пам'ятник угорсько-радянській дружбі
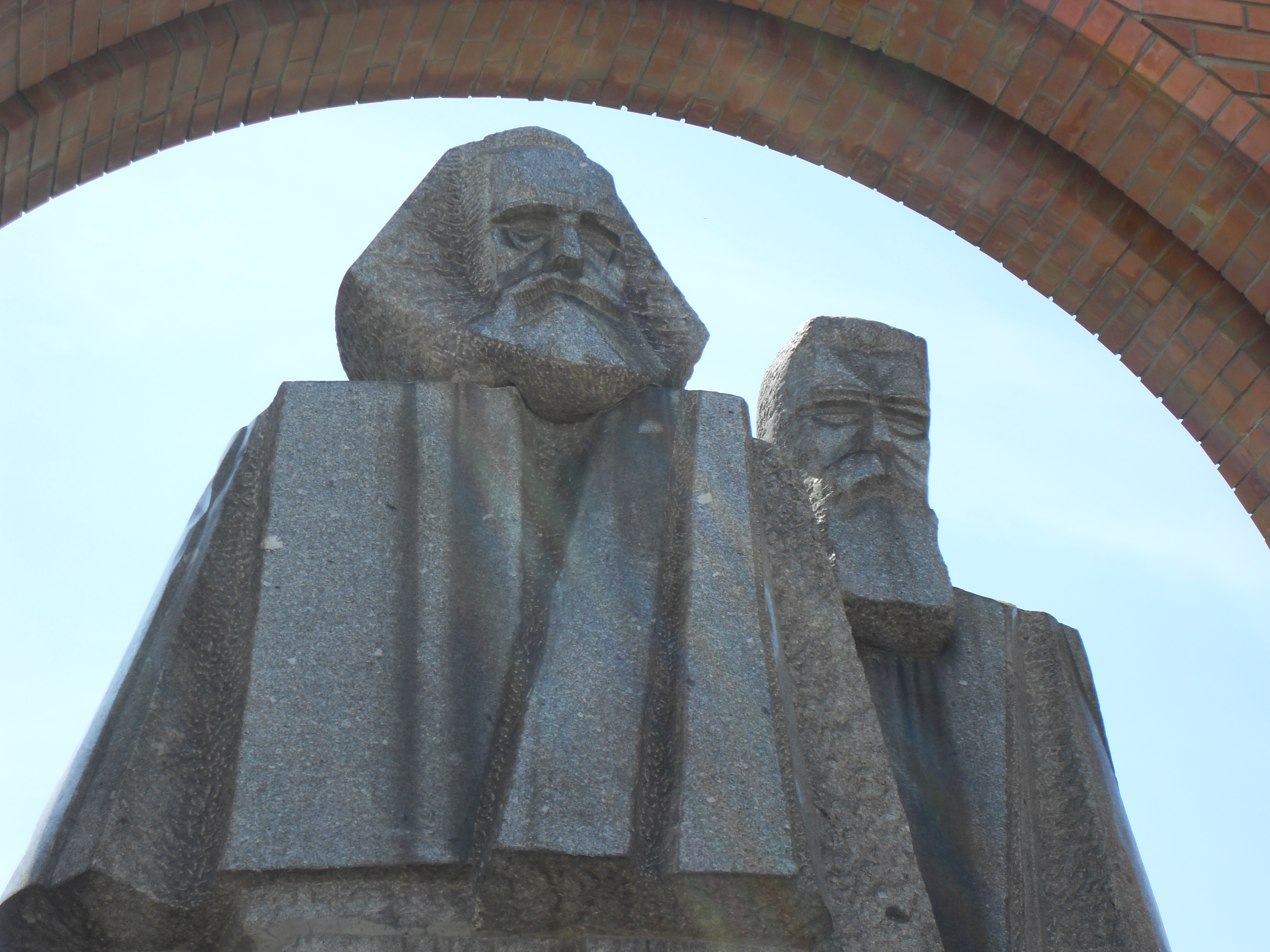
Кубістський пам'ятник Марксу та Енґельсу
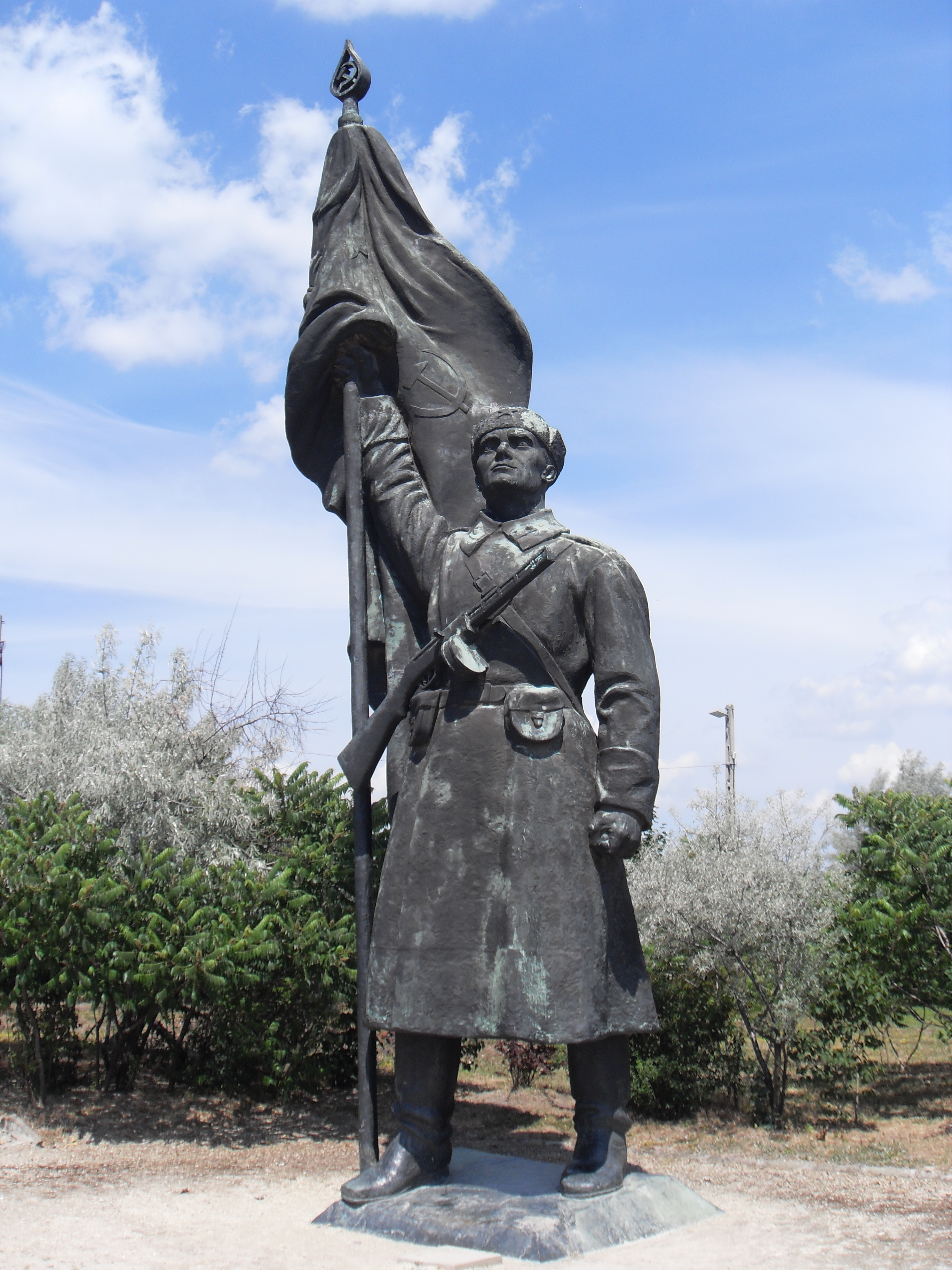
Пам'ятник солдатам Червоної армії
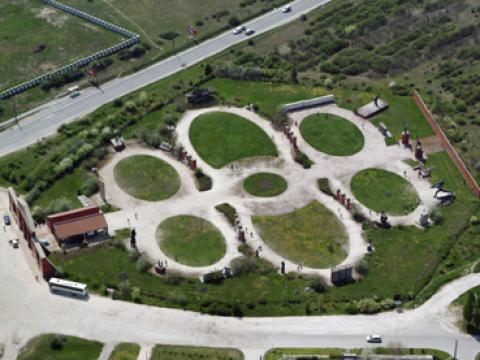
Аэрофотосъёмка парка.
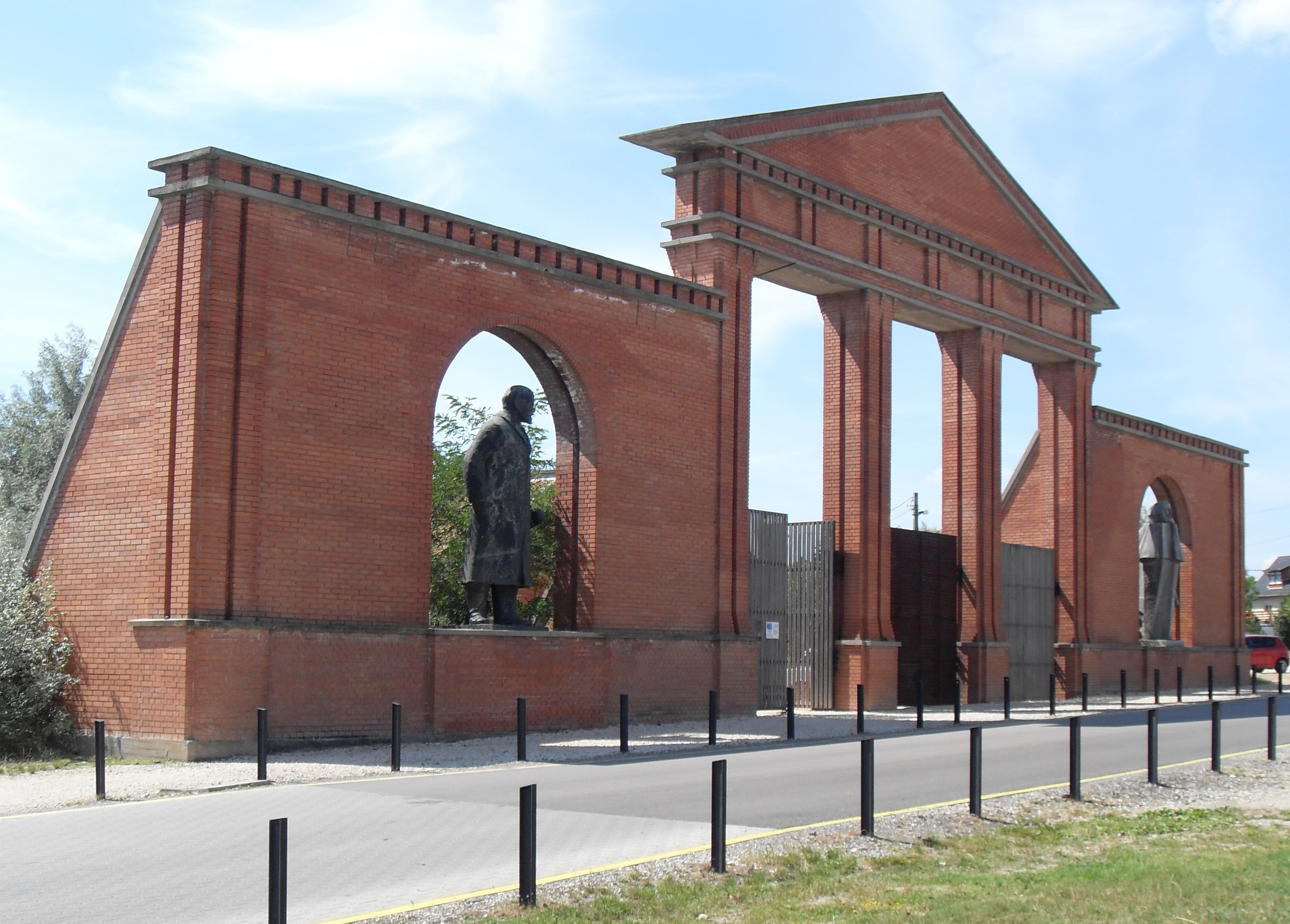
Главный вход в парк «Мементо»: Ленин, Маркс и Энгельс
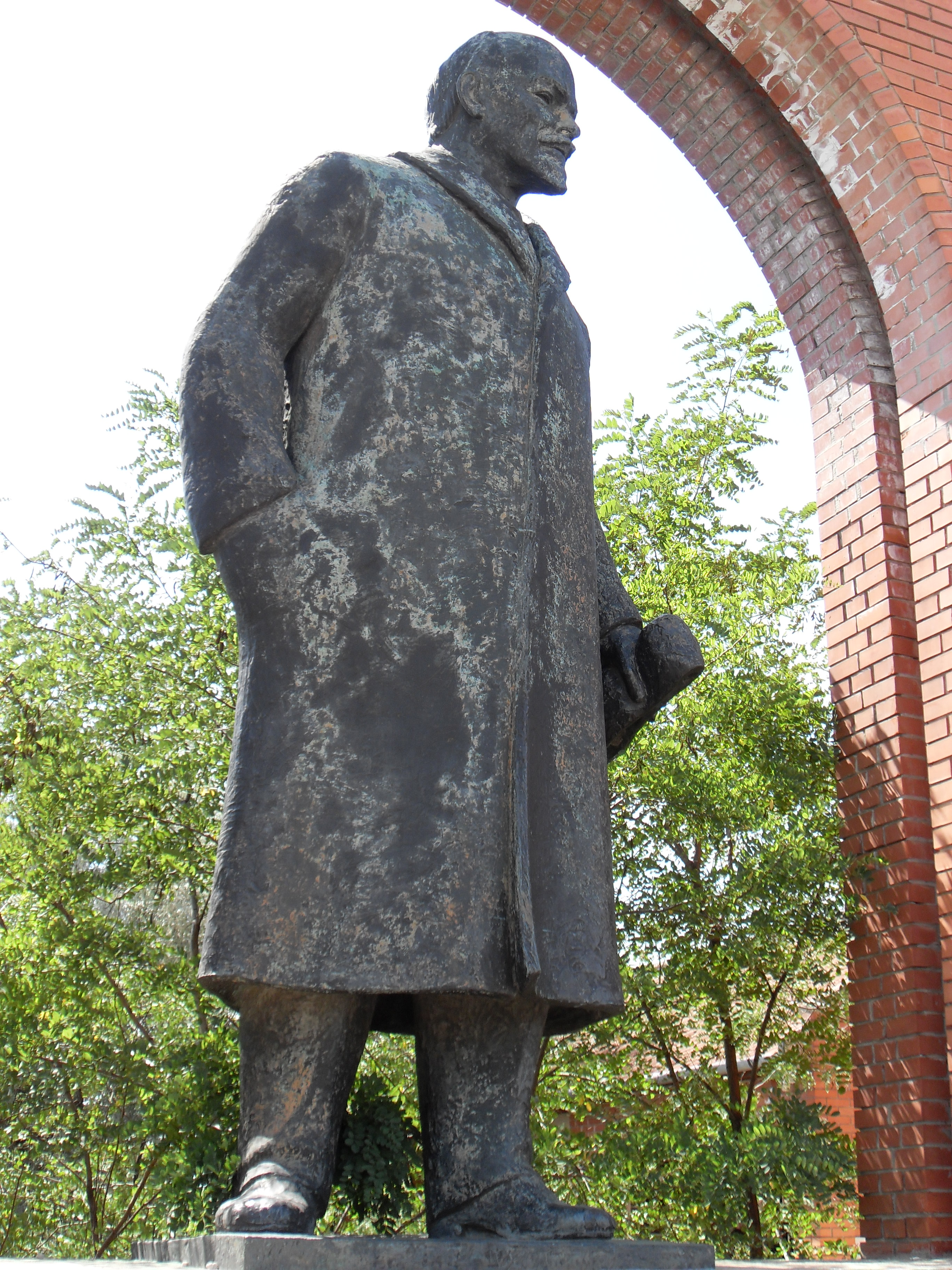
Статуя Ленина, которая стояла когда-то на бульваре Дьёрдя Дожи)
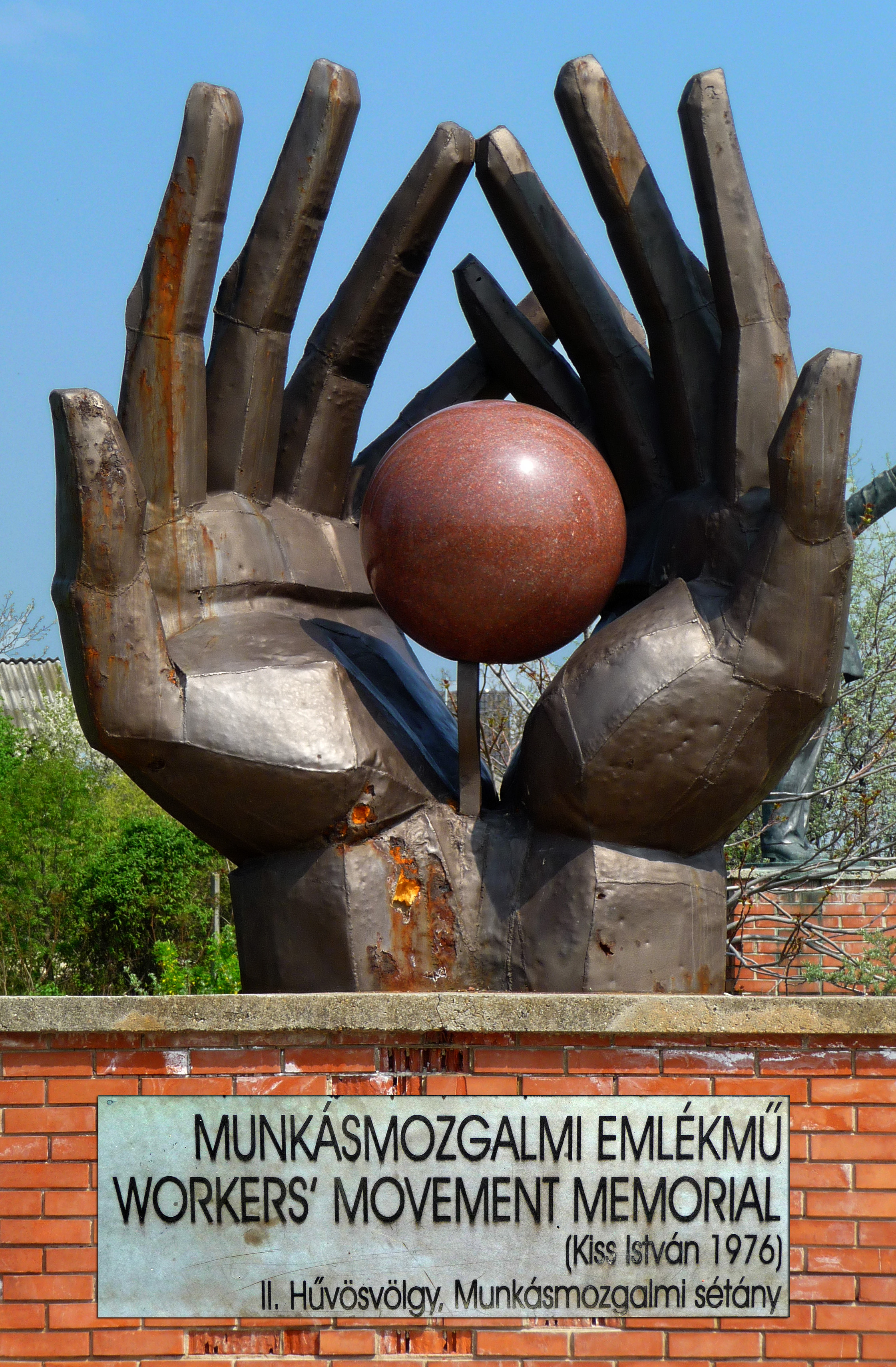
Мемориал рабочего движения
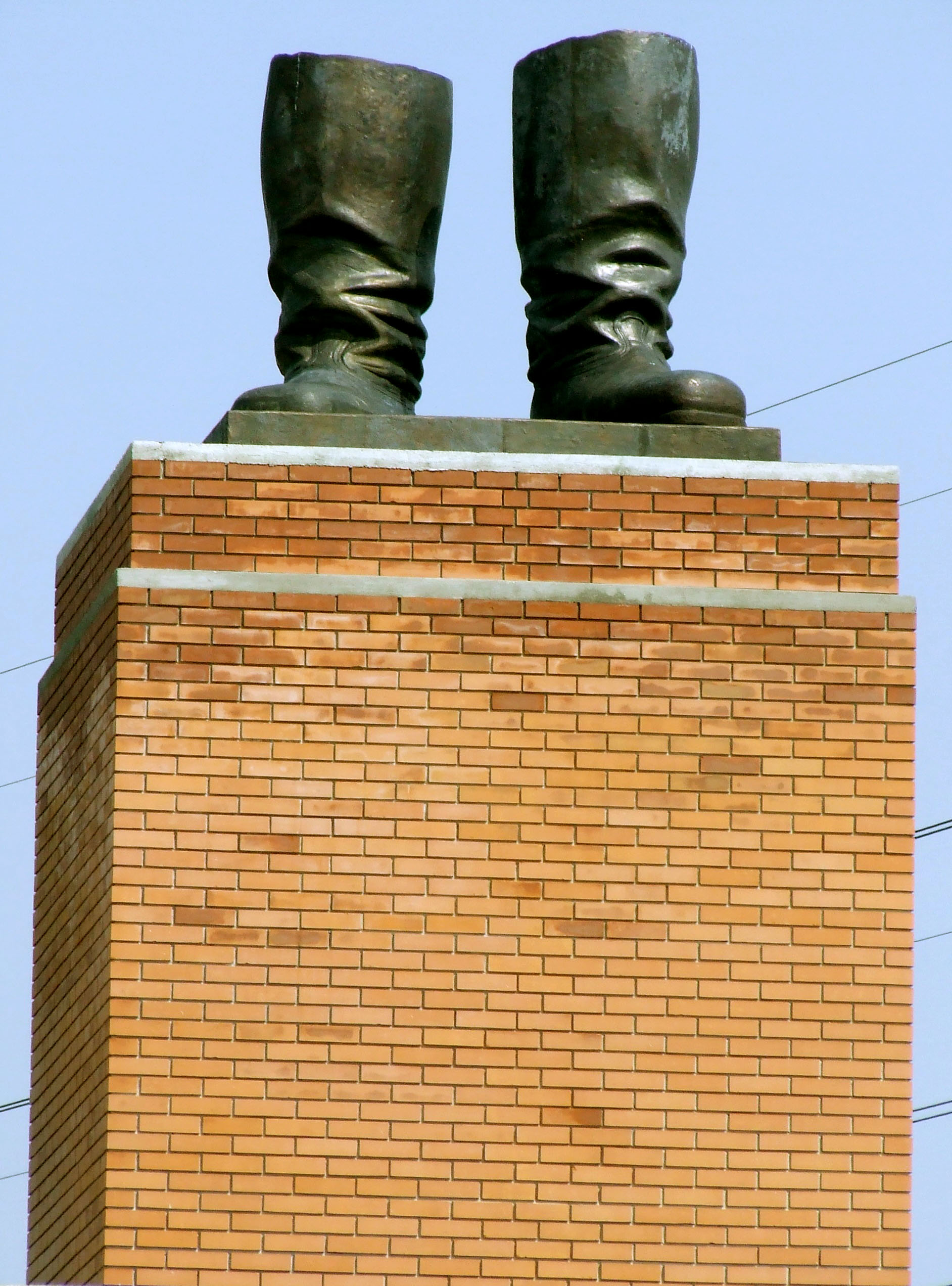
Сапоги Сталина
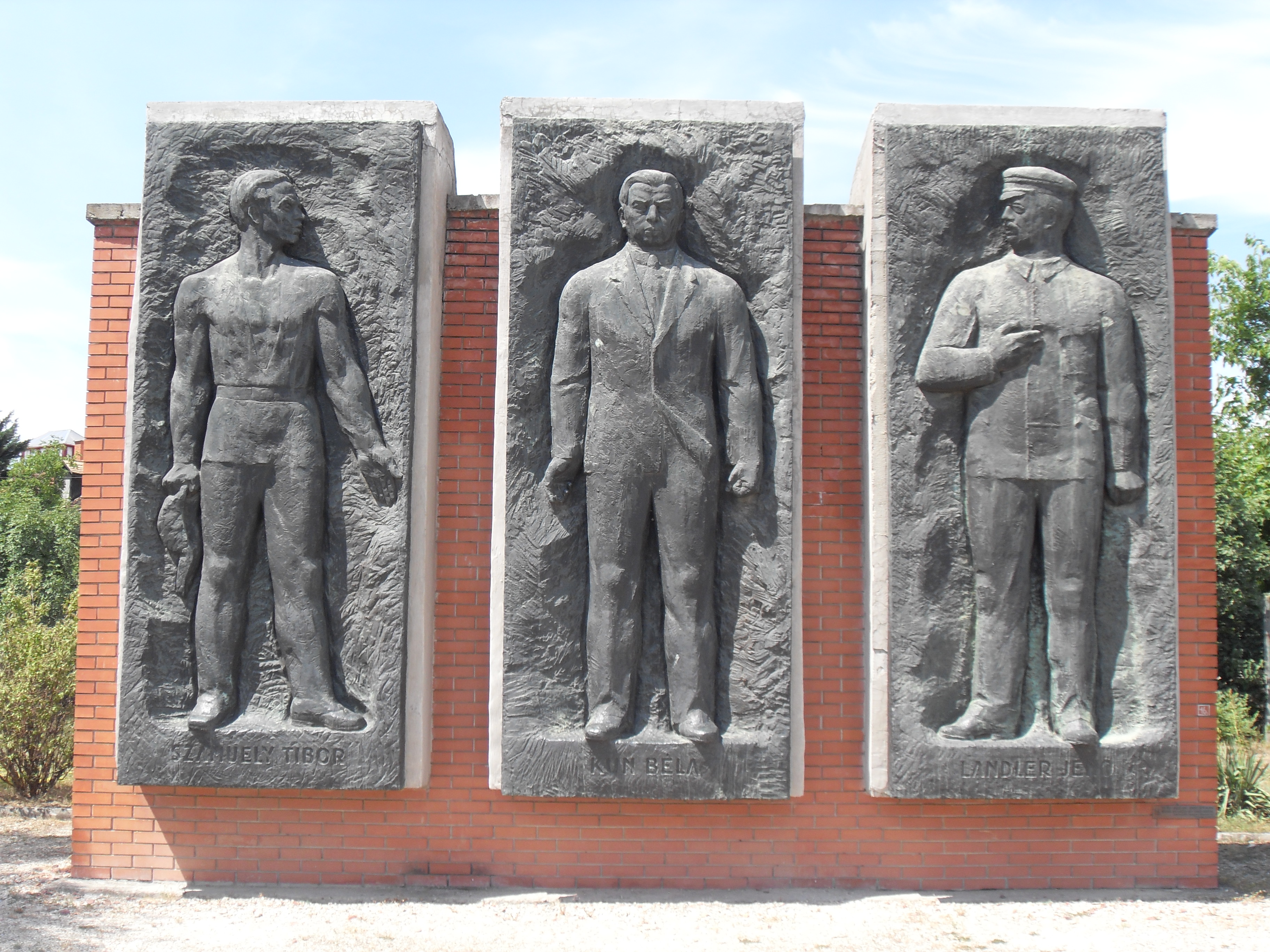
Бела Кун, Йено Ландлер и Тибор Самуэли
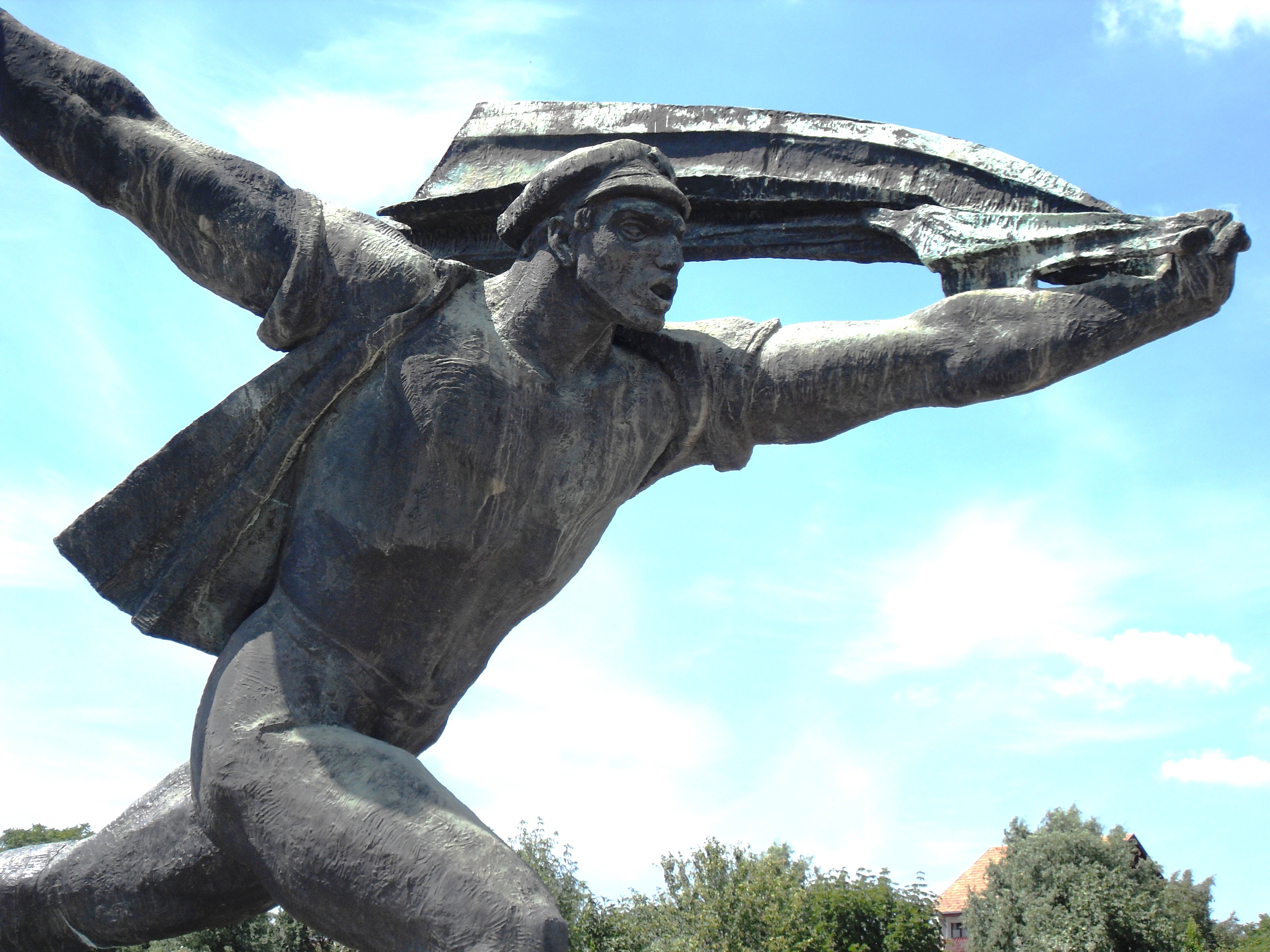
Памятник Республике Советов крупным планом
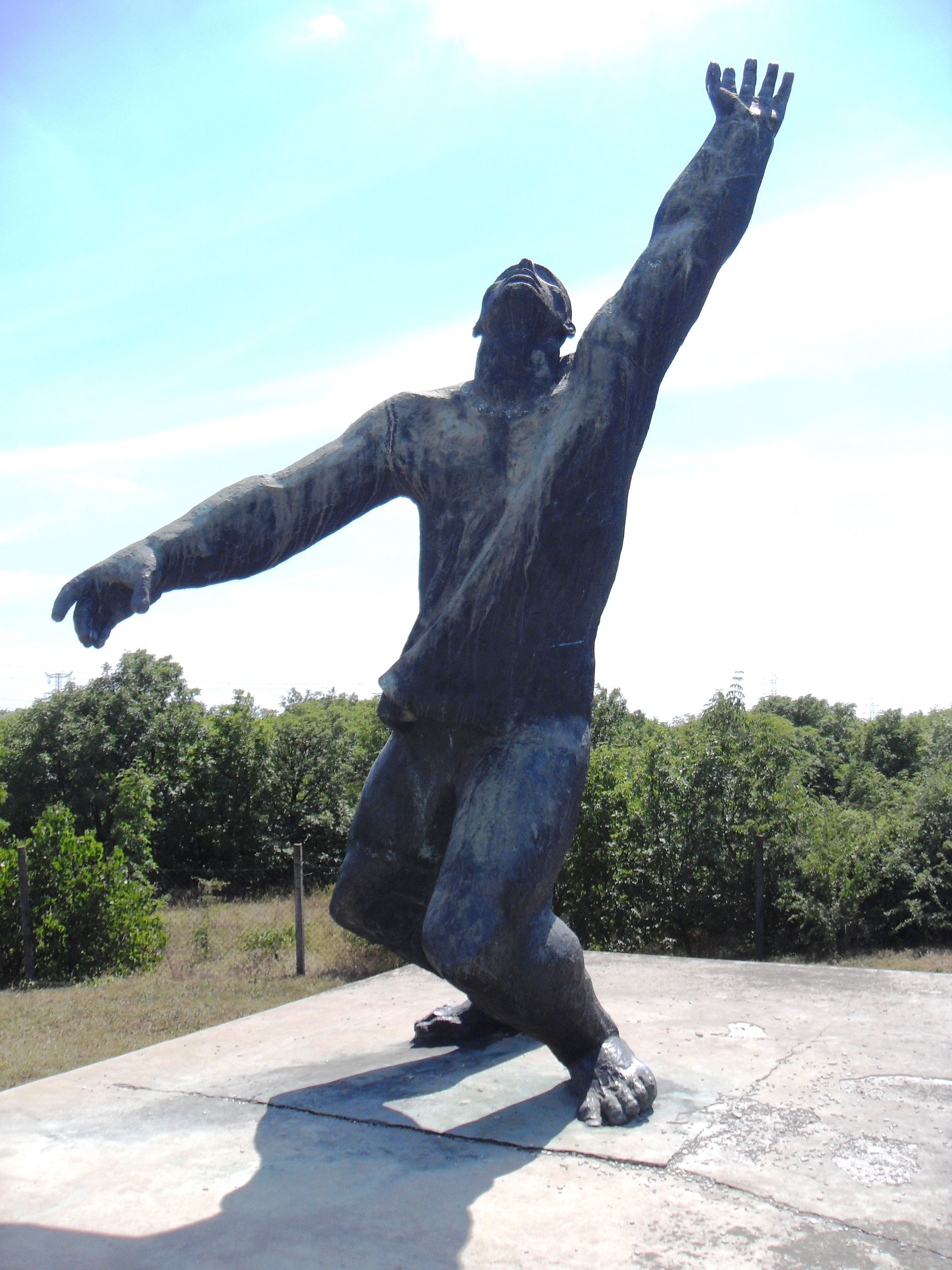
Памятник мученикам. Виктор Калло, 1960
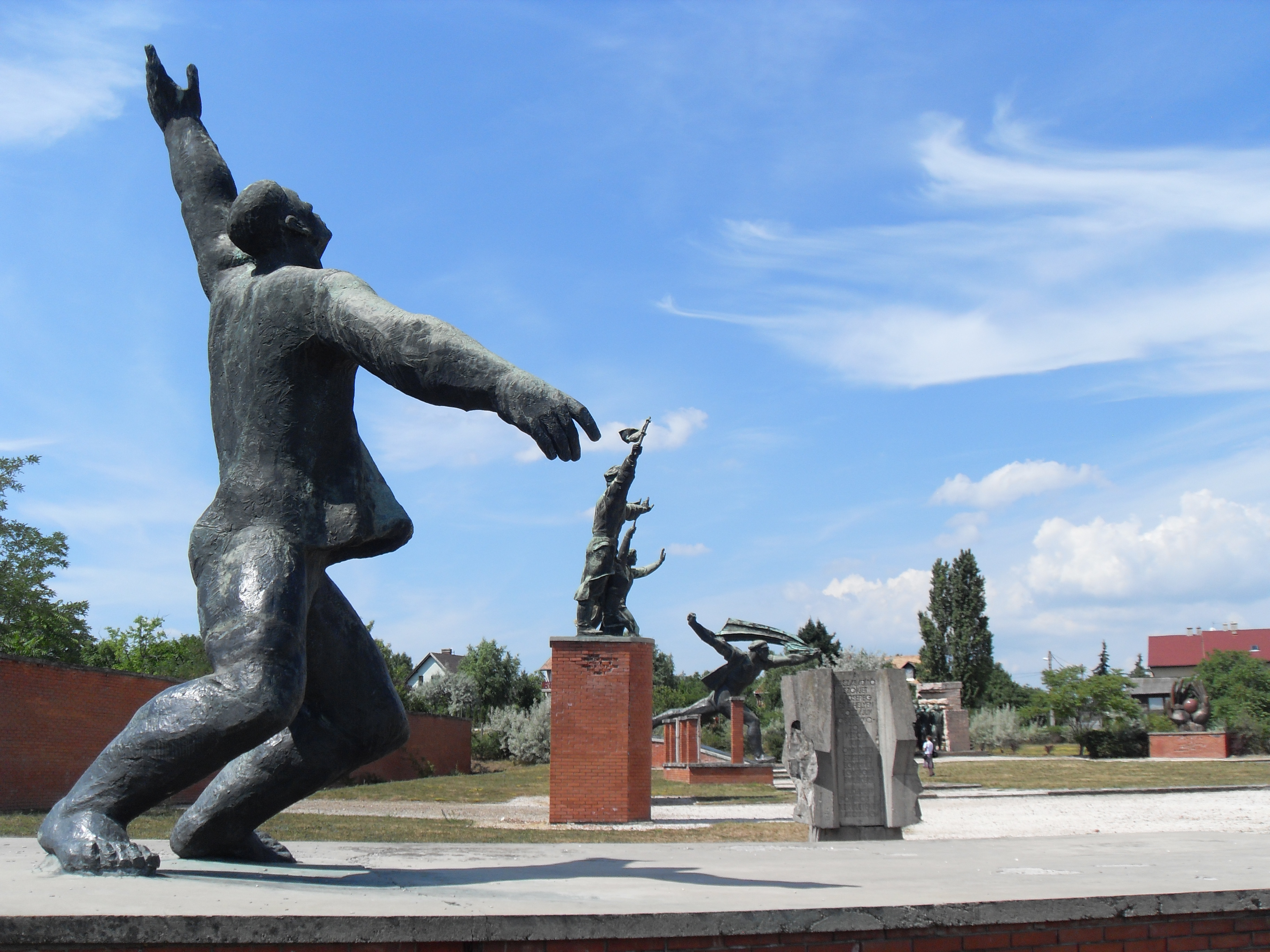
Памятник мученикам и статуя Остапенко
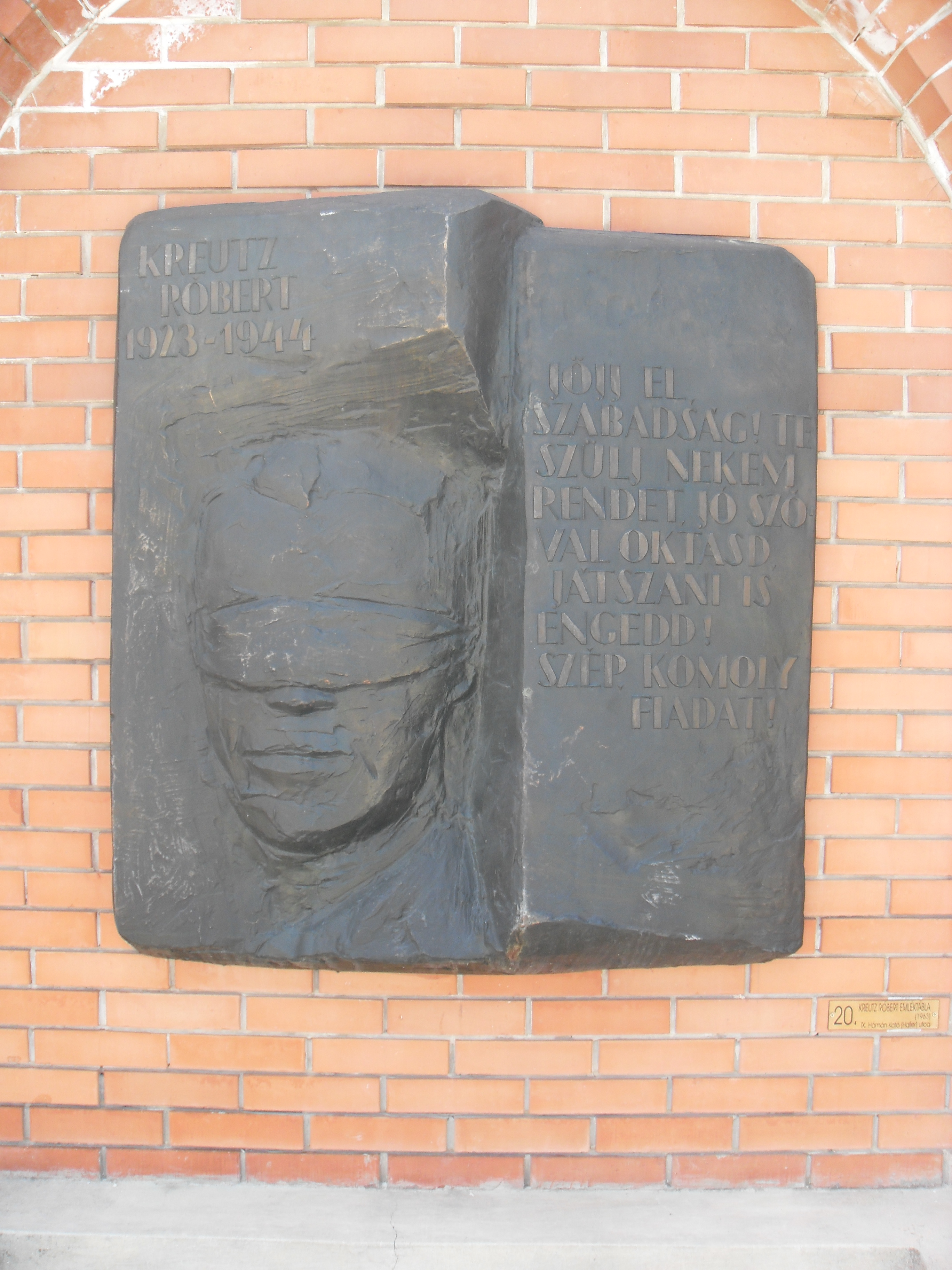
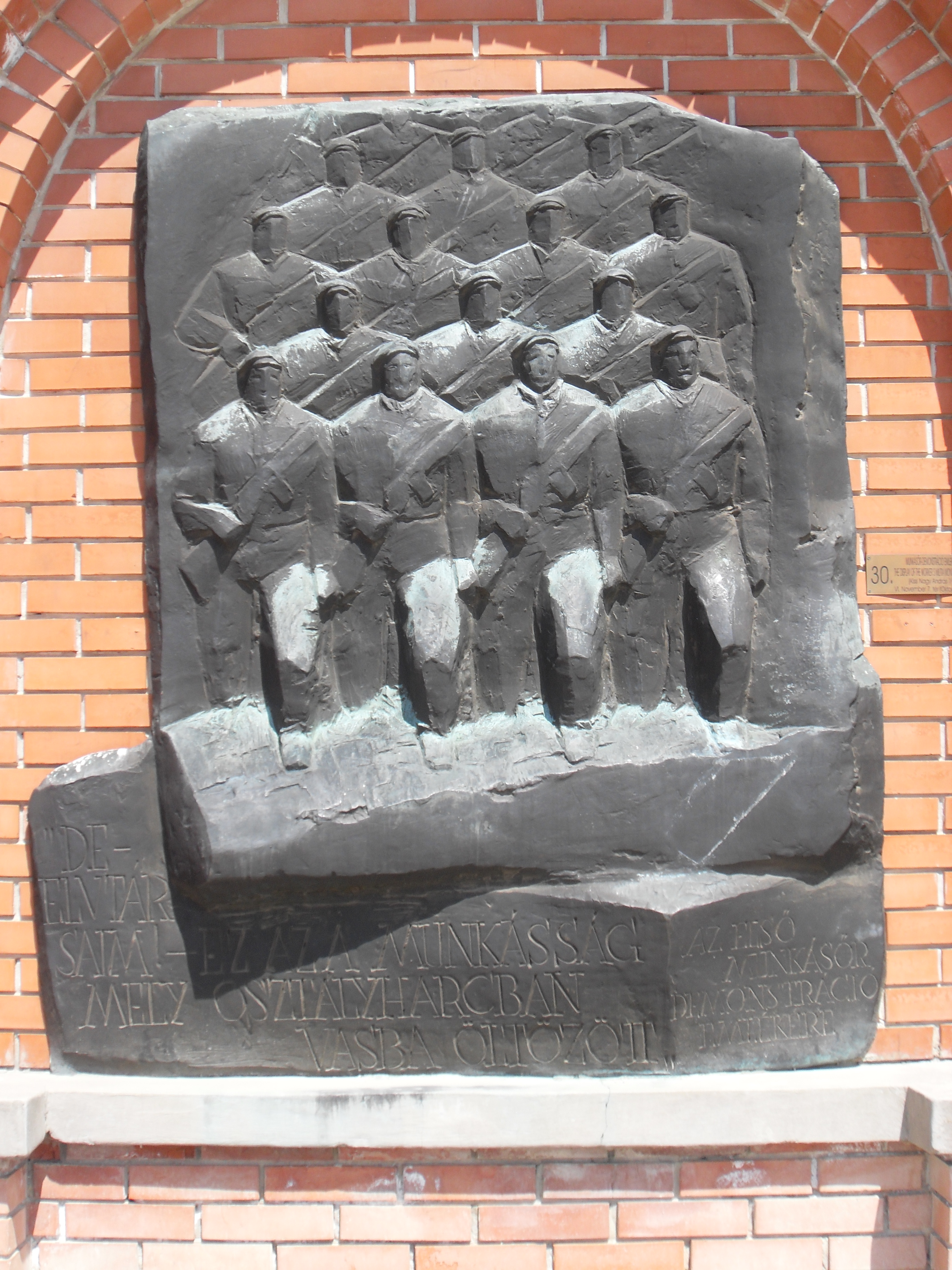
Памятник работникам милиции
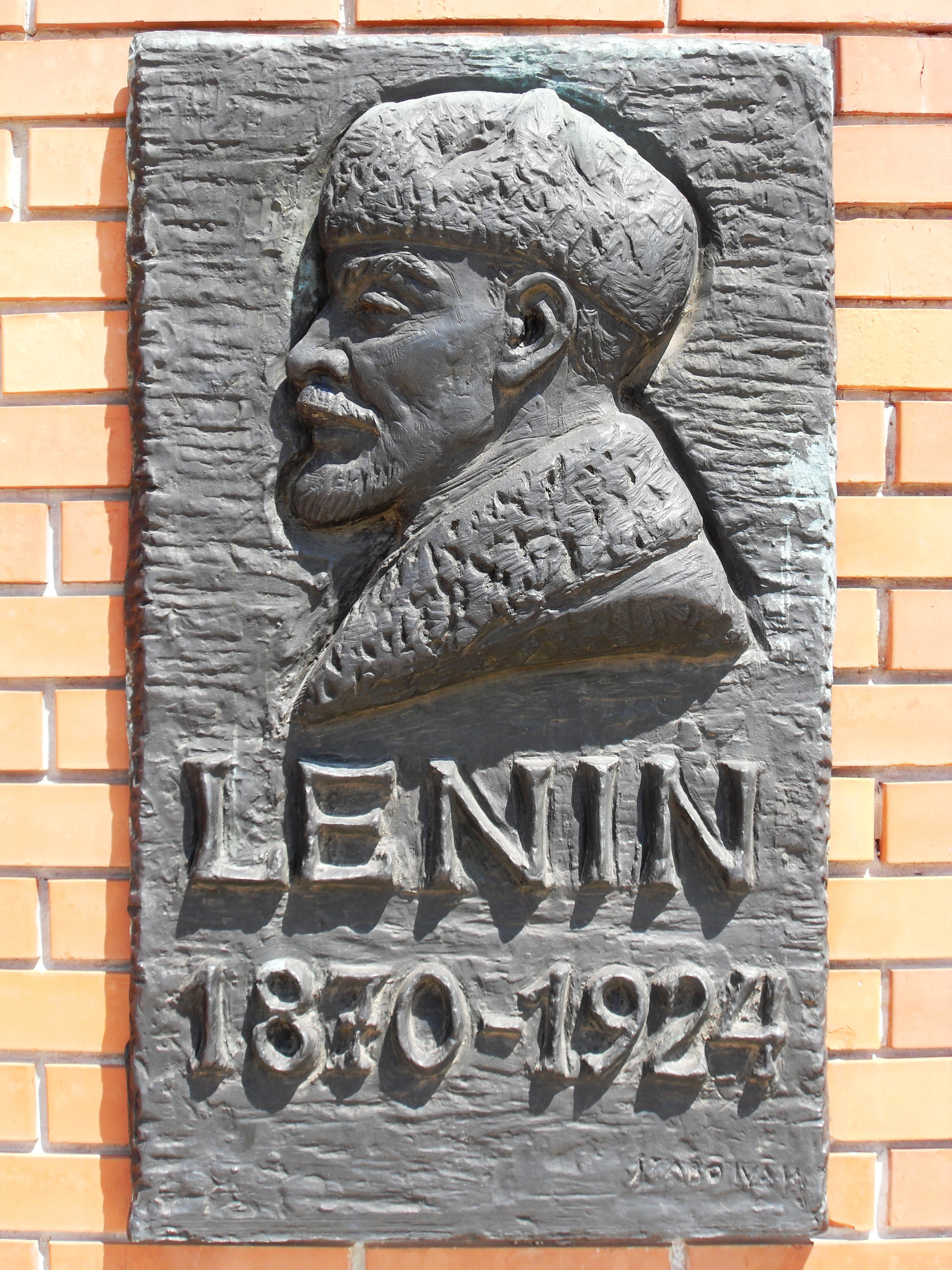
Рельеф Ленина.
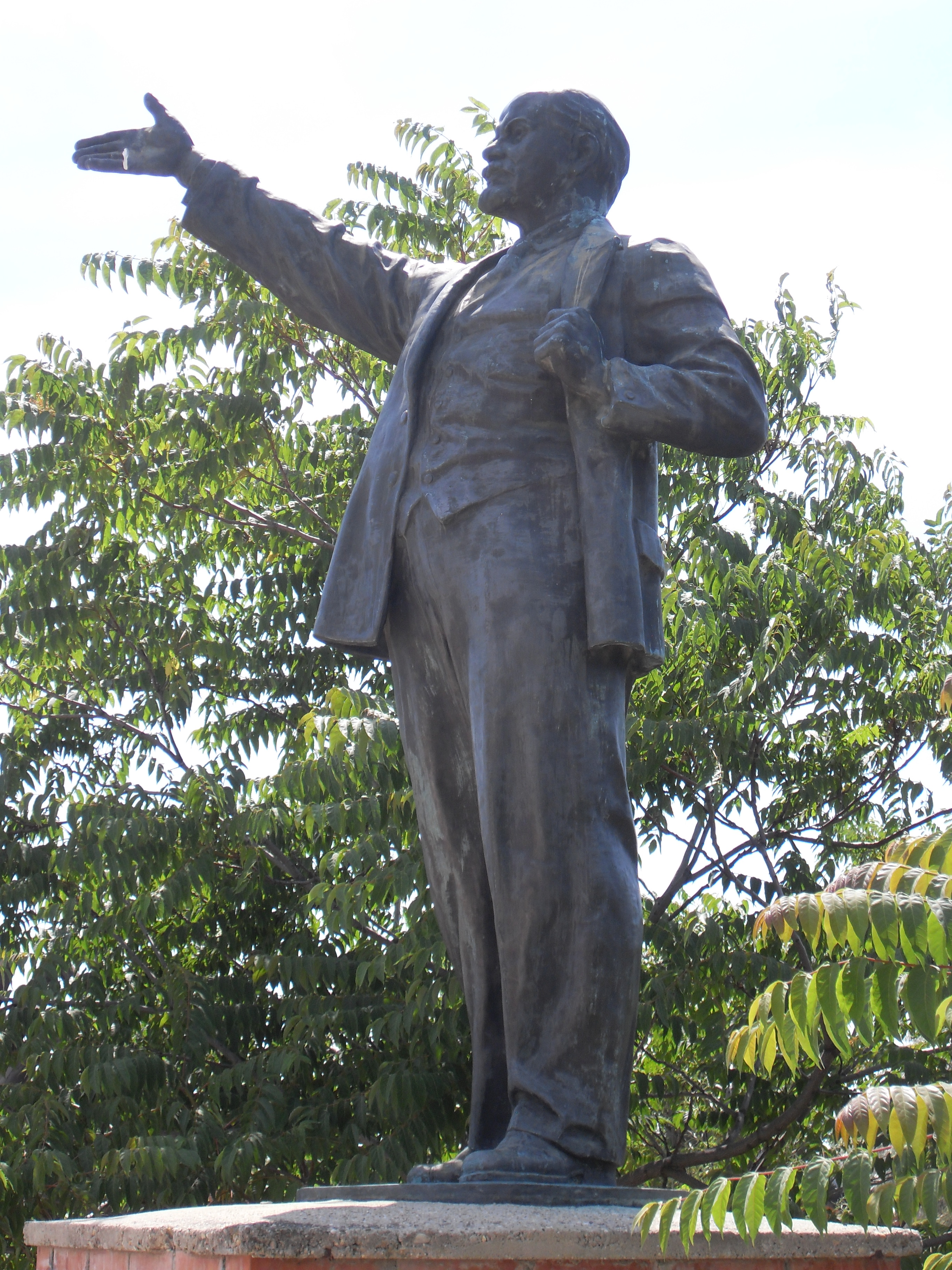
Статуя Ленина с территории металлургического завода в Чепеле
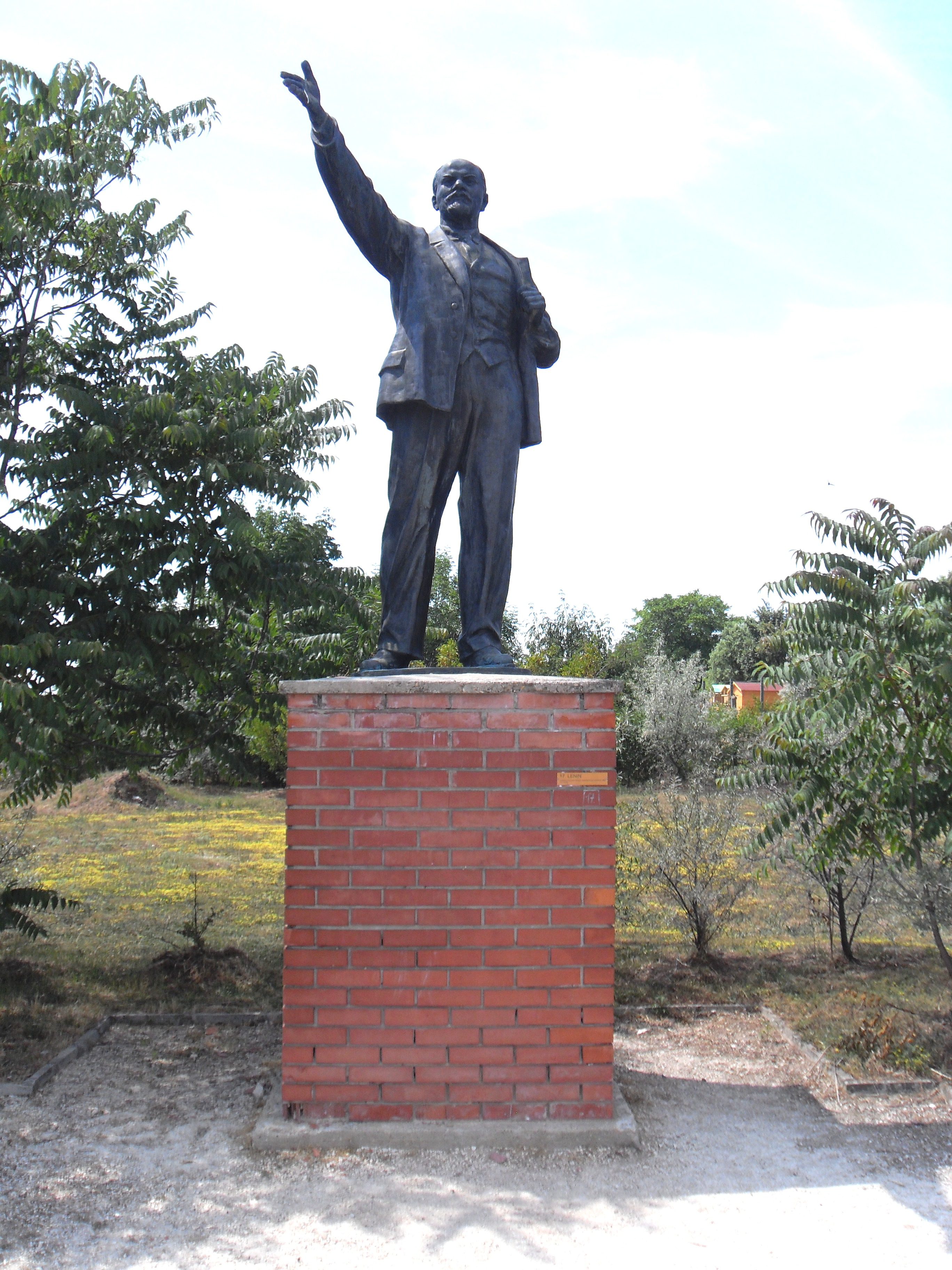
Статуя Ленина из рабочего района в Чепеле
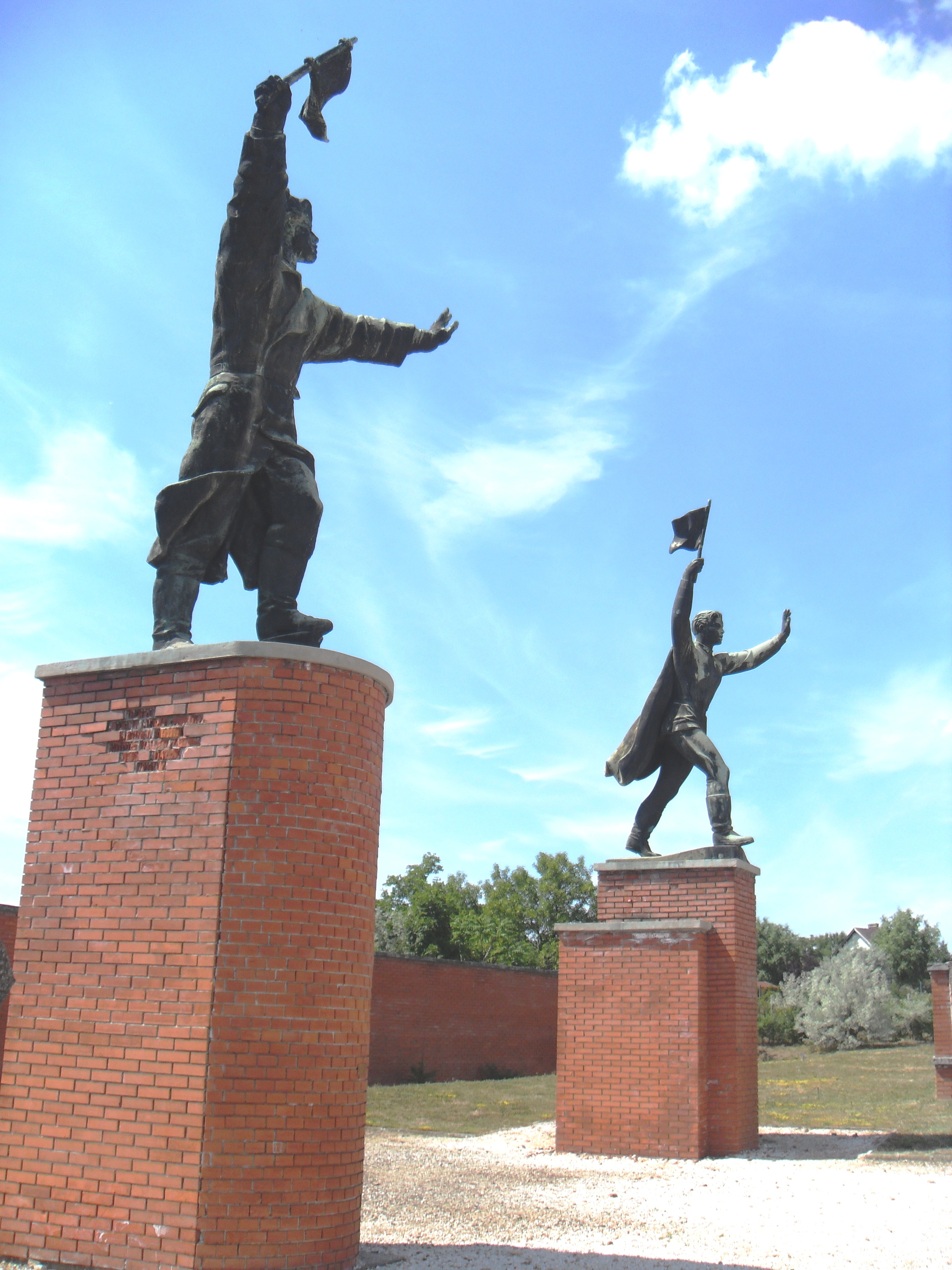
Статуи капитанов Остапенко и Штайнмеца
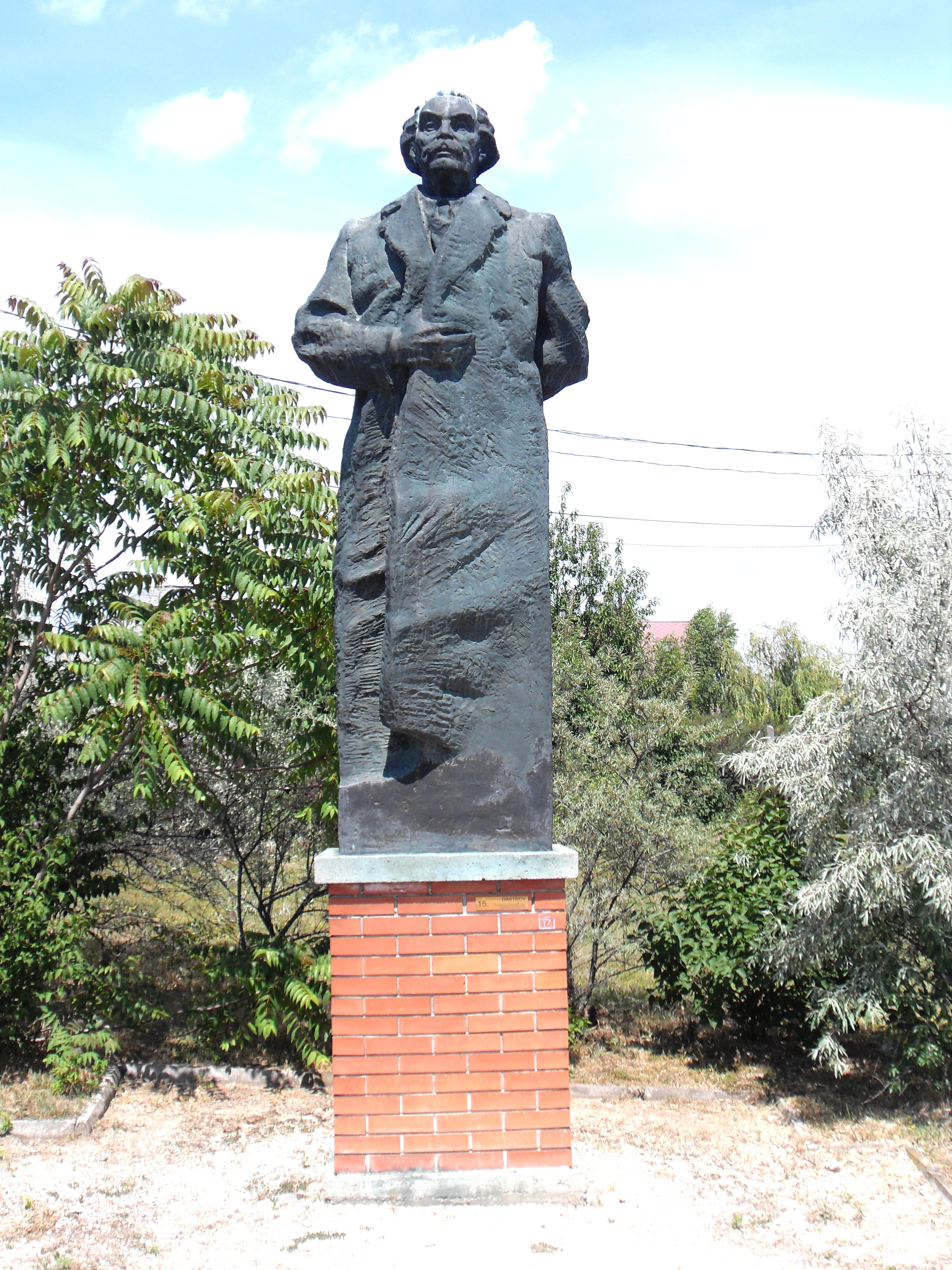
Статуя лидера Коминтерна Димитрова
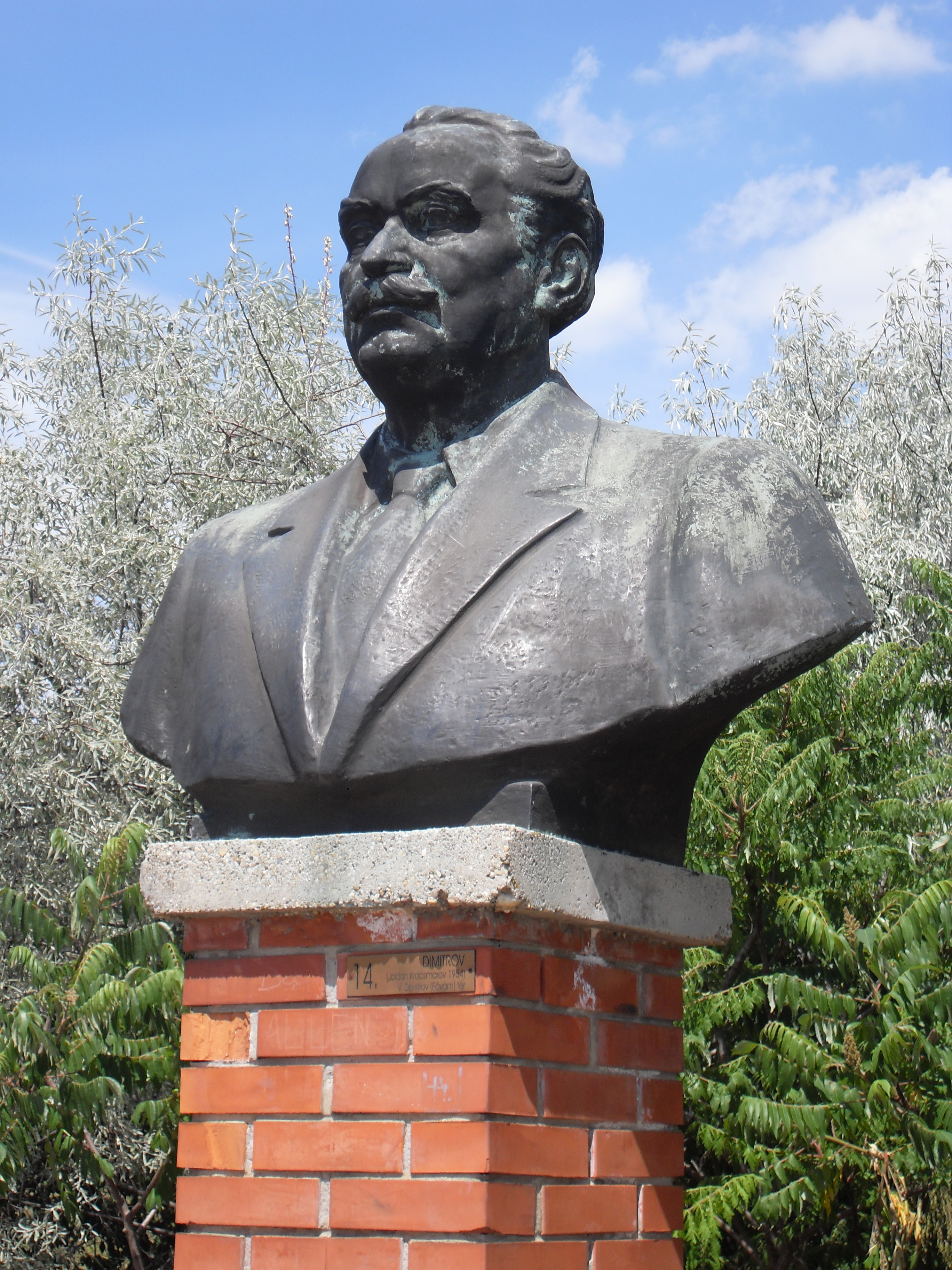
Бюст  Димитрова крупным планом
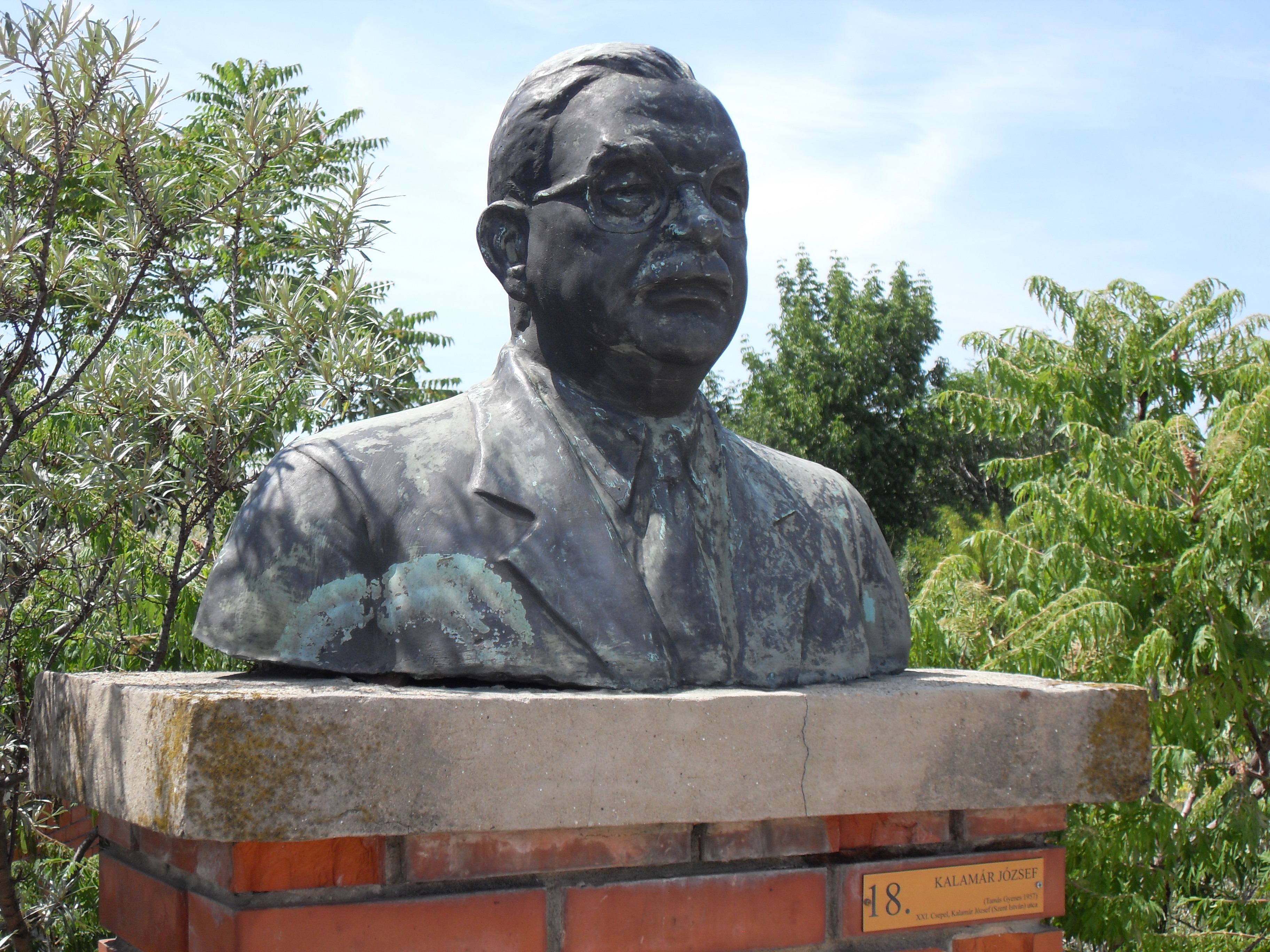
Бюст Йожефа Каламара[hu]
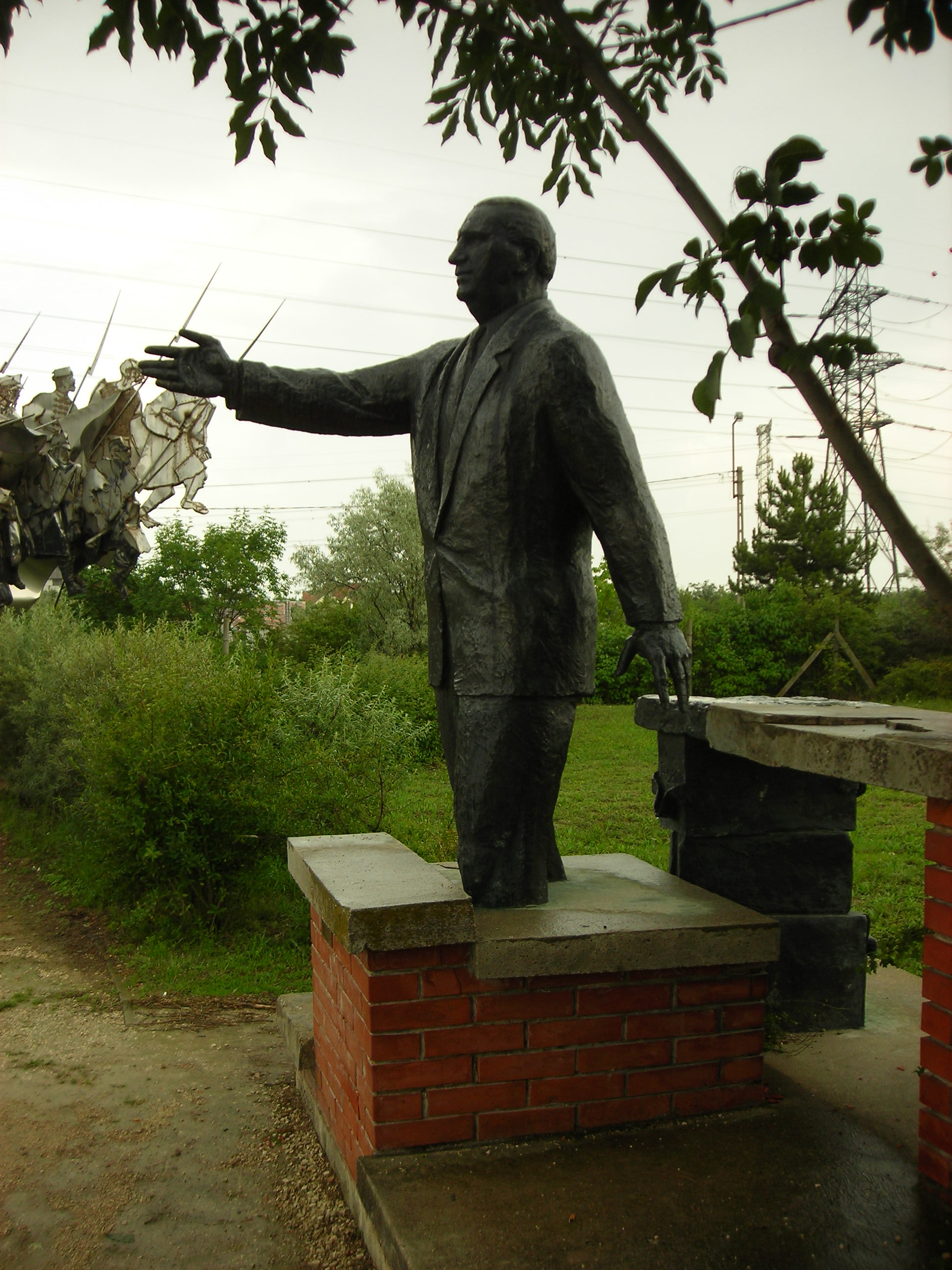
Статуя Ференца Мюнниха
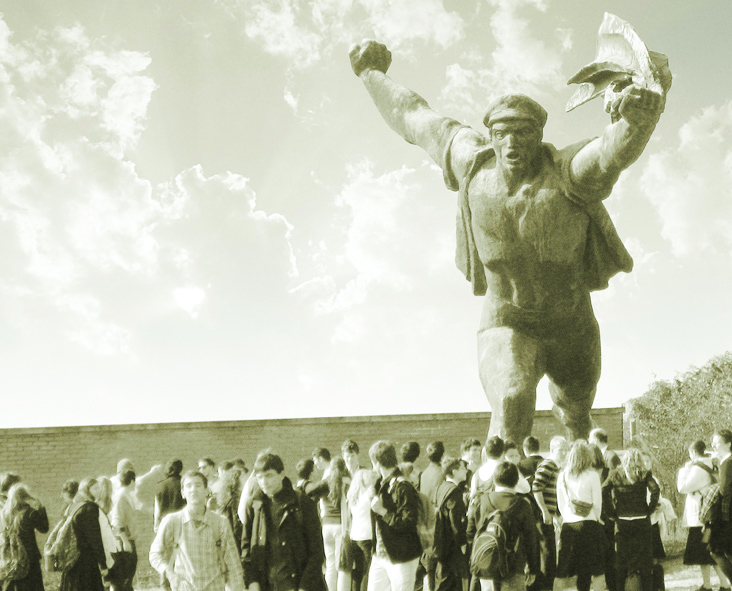
Зрители и монумент